# Piaskogrzeb przylądkowy
Piaskogrzeb przylądkowy, dawniej także: kretoszczur (Georychus capensis) – gatunek afrykańskiego gryzonia z monotypowego współcześnie rodzaju Georychus i rodziny kretoszczurowatych. Zamieszkuje sawanny i tereny zalesione w pasach nadbrzeżnych Prowincji Przylądkowej Zachodniej i Prowincji Przylądkowej Wschodniej Republiki Południowej Afryki, o sumie rocznych opadów ponad 500 mm. Wiedzie życie samotnicze pod powierzchnią ziemi.

## Historia odkrycia i badań

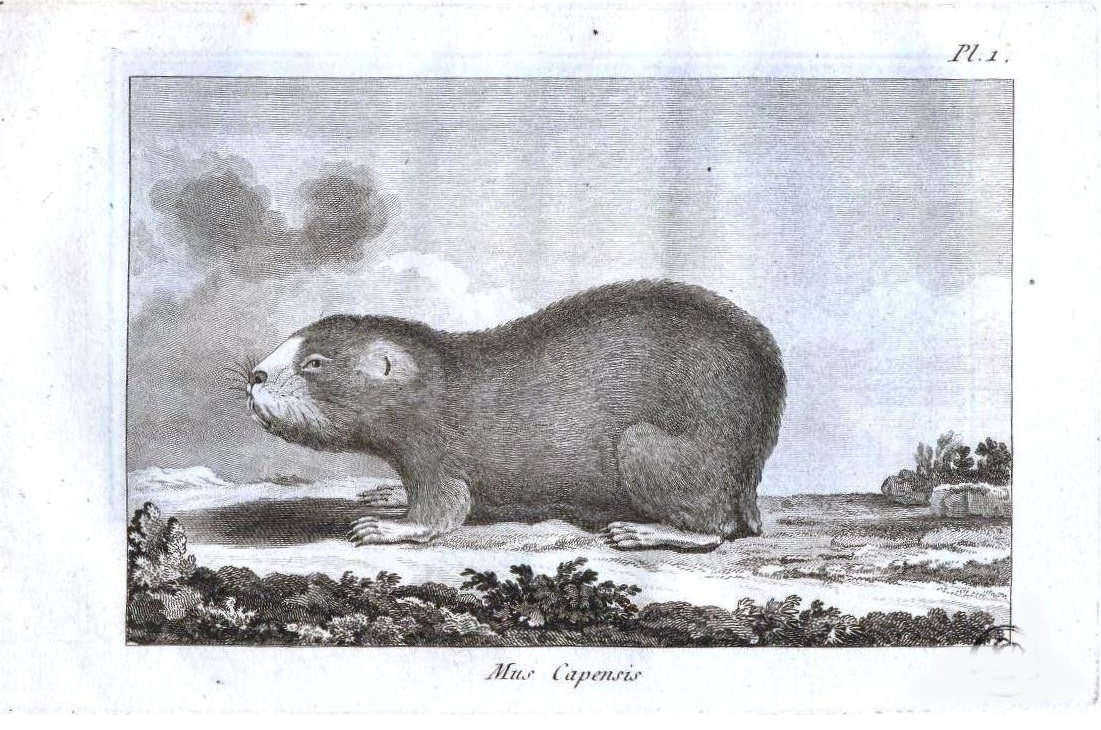
Piaskogrzeb przylądkowy na rycinie Carla Thunberga (Voyages de C.P. Thunberg, au Japon, 1796)

W 1778 roku Peter Simon Pallas opublikował pracę Novae species quadrupedum e glirium ordine: cum illustrationibus variis complurium ex hoc ordine animalium. Opisał w niej – jako pierwszy – nowy gatunek południowoafrykańskiego gryzonia, dla którego przyjął nazwę Mus capensis i wskazał typową lokalizację – Przylądek Dobrej Nadziei. Jednocześnie jako pierwszy opisał zwierzę z rodziny kretoszczurowatych (Bathyergidae). Dokładniejszy opis gatunku w pracy Histoire naturelle, générale et particulière przedstawił  Georges-Louis de Buffona (1782). Siedlisko piaskogrzeba przylądkowego opisał w 1785 roku Anders Erikson Sparrman. Carl Peter Thunberg opisał gatunek w 1795 roku używając oznaczenia Marmota capensis. Dopiero w 1811 roku Illiger zaproponował wyodrębnienie nowego rodzaju z nazwą Georychus, jednak Frédéric Cuvier nadal używał pierwotnej nazwy rodzajowej określając piaskogrzeba przylądkowego jako Mus buffoni. Późniejsi autorzy podawali inne nazwy: Fossor leucops (Lichtenstein, 1884) czy Bathyergus capensis (Smuts, Waterhouse), aż Andrew Smith (1826) użył ostatecznej nazwy Georychus capensis, a po nim nazwę zaakceptowali inni zoolodzy. Obszerniejszy opis gatunku („Notes on Georychus and its Allies”) wyszedł spod pióra Oldfielda Thomasa w 1917 roku. Do połowy XX wieku G. capensis niezmiennie był opisywany przez naukowców jako takson monotypowy.

## Systematyka
Kwestia ewentualnego podziału systematycznego w obrębie gatunku była przez zoologów rozważana. Austin Roberts w obszernej publikacji Ssaki Afryki (1951) uznał istnienie trzech podgatunków piaskogrzeba przylądkowego: G. capensis capensis, G. capensis canescens oraz G. capensis yatesi. W 1975 Gerrit de Graaff w The Mammals of the Southern African Sub-region uznał jednak, że Georychus jest taksonem monotypowym. Późniejsi badacze zauważyli, że wyniki badań filogenetycznych z wykorzystaniem mitochondrialnego genu cytochromu b oraz porównanie różnic częstotliwości allozymów wskazują na wyraźne różnice genetyczne między populacjami żyjącymi w dwóch głównych rejonach (Kapsztad oraz południowa część KwaZulu-Natal i rejon Wakkerstroom na północy RPA), co może być przesłanką do ustalenia podziału systematycznego w obrębie rodzaju. Rodzaj Georychus jest jednak nadal traktowany jako monotypowy.

### Etymologia i nazewnictwo zwyczajowe
Nazwa rodzajowa Georychus jest aluzją do podziemnego trybu życia i drążenia korytarzy. Epitet gatunkowy capensis nawiązuje do pierwotnej lokalizacji, w której piaskogrzeb przylądkowy został odkryty. „Słownik nazwisk zoologicznych i botanicznych polskich” (1894) Erazma Majewskiego podaje dla rodzaju Georychus polską nazwę „kretomysz”. W późniejszej, polskiej literaturze zoologicznej gatunek był oznaczany nazwą zwyczajową „kretoszczur”. W wydanej w 2015 roku przez Muzeum i Instytut Zoologii Polskiej Akademii Nauk publikacji „Polskie nazewnictwo ssaków świata” gatunkowi nadano nazwę piaskogrzeb przylądkowy, przeznaczając nazwę kretoszczur dla rodzaju Bathyergus. Rodzaj Georychus otrzymał nazwę piaskogrzeb.

## Genetyka
Kariotyp G. capensis tworzą 54 pary chromosomów.

## Budowa ciała

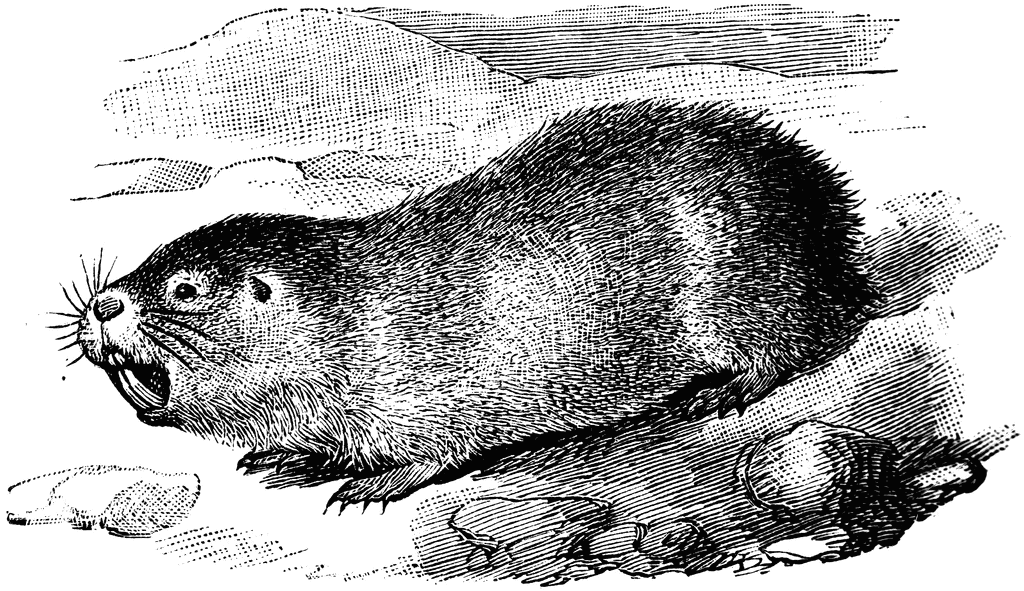
Piaskogrzeb przylądkowy na rycinie amerykańskiego leksykonu z 1911 roku

Piaskogrzeb przylądkowy jest gryzoniem o średniej wielkości, o cylindrycznej budowie ciała, z dość krótkimi, lecz grubymi kończynami. Sierść jest gruba, wełnista, wybarwiona na rudo, rudobrązowo lub żółtawo. Kończyny pokrywa biały włos. Stopy są duże, od spodu pokryte grubą skórą. W części brzusznej ubarwienie jest srebrzyste. Ogon określa się jako krótki, różowy, pokryty grubym, sztywnym, białym włosem. Głowa jest duża, z sierścią czarną lub ciemnorudą i z charakterystycznymi plamami: biały pierścień wokół uszu, czarne policzki, biały nos i jasne obwódki wokół małych oczu. W efekcie przystosowania gatunku do życia pod powierzchnią ziemi piaskogrzeb przylądkowy ma zredukowane uszy (brak małżowin), oczy i ogon. Z kolei, jak na zwierzę kopiące tunele, pazury ma stosunkowo słabo rozwinięte. Sztywna i szorstka sierść wokół ust pozwala na chronienie jamy ustnej przed nadmiernymi zanieczyszczeniami ziemią. Wibryssy dość krótkie – 1–2 cm.
Dymorfizm płciowy nie jest widoczny. Prącie i jądra samców są schowane. Samice mają trzy pary sutek – 2 piersiowe i 1 pachwinową.
| Część ciała                 | wymiar średni samce | odchylenie (+/-) wymiarów samców | n (samce) | wymiar średni samice | odchylenie (+/-) wymiarów samic | n (samice) |
| --------------------------- | ------------------- | -------------------------------- | --------- | -------------------- | ------------------------------- | ---------- |
| tułów z głową               | 158,3 mm            | 73,3 mm                          | 51        | 156,2 mm             | 25,0 mm                         | 38         |
| ogon                        | 20,6 mm             | 2,5 mm                           | 52        | 20,5 mm              | 3,2 mm                          | 38         |
| tylne łapy                  | 28,1 mm             | 3,0 mm                           | 52        | 27,6 mm              | 3,3 mm                          | 38         |
| czaszka (najdłuższy wymiar) | 43,6 mm             | 5,8 mm                           | 49        | 44,4 mm              | 7,4 mm                          | 34         |
| żuchwa                      | 36,0 mm             | 5,3 mm                           | 50        | 35,6 mm              | 6,4 mm                          | 38         |
| masa ciała                  | 181,8 g             | 73,3 g                           | 51        | 180,0 g              | 52,3 g                          | 37         |

### Uzębienie
Zęby piaskogrzeba przylądkowego są białe, rosną przez całe życie zwierzęcia. Mocne siekacze znacznie wystają. Na wolności podlegają ścieraniu podczas jedzenia oraz kopania tuneli. Podczas budowy tuneli kretoszczur kruszy ziemię przed sobą za pomocą siekaczy, zaś kończyny służą głównie do usuwania skruszonej gleby.

## Fizjologia
Piaskogrzeb przylądkowy jest zwierzęciem stałocieplnym. Nie pije wody, ale zaspokaja swoje zapotrzebowanie poprzez pozyskiwanie jej ze zjadanych roślin ziemnopączkowych oraz powierzchniowych części innych roślin. Przemiana materii podstawowa piaskogrzeba przylądkowego wynosi 0,59 ml O2g−1h−1.

## Tryb życia
Piaskogrzeb przylądkowy wiedzie życie pod ziemią, prawie nie opuszczając systemu swoich nor. Funkcjonowanie w podziemnym środowisku labiryntów wykształciło – istotną dla możliwości przetrwania – umiejętność uczenia się i zapamiętywania przestrzennego. Przemieszczanie się w norach wymaga znacznego wydatku energetycznego.
G. capensis jest silnie terytorialnym samotnikiem, ksenofobicznie i agresywnie nastawionym do przedstawicieli swojego gatunku. Poszczególne osobniki ostrzegają się wzajemnie o lokalizacji swoich tuneli tupiąc tylnymi kończynami w ściany tuneli. Grunt przenosi drgania i pozwala na dostarczanie komunikatów do sąsiednich nor. Mimo więc tego, że poszczególne odgałęzienia nory mogą się znacznie zbliżać do korytarzy sąsiada, to nie łączą się ze sobą, bowiem obie strony starają się tego uniknąć. Agresywne nastawienie do pobratymców jest na krótko zawieszane w porze godów. Wówczas tupanie tylnymi kończynami zyskuje funkcję informowania sąsiedztwa o płci i gotowości do zalotów.

### Cykl życiowy
Sezon rozrodczy piaskogrzeba przylądkowego przypada na deszczowy, zimowy i zimowo-wiosenny okres od sierpnia do grudnia. W tym czasie samica może urodzić dwa mioty. Gody zaczynają się od przyzywania przez samotników partnerów tupaniem tylnych kończyn w podłoże. Tupią przedstawiciele obu płci, ale z różną częstotliwością. Samce tupią przez około 2 minuty – pojedyncze uderzenie trwa 0,035 sekundy – zaś samice bębnią nieco wolniej – w ich przypadku około 0,05 s. Sygnał tego bębnienia jest słyszalny pod ziemią, która dobrze przenosi tego typu dźwięki, ale słychać je także nad powierzchnią ziemi – w promieniu około 10 m. Tupanie samców zdaje się być impulsem wyzwalającym czas zalotów. Naukowcy wykazali, że już początkowej fazie tupania piaskogrzebów przylądkowych hodowanych w niewoli towarzyszył wzrost stężenia testosteronu w ich moczu, a także powiększenie jąder i dodatkowych gruczołów rozrodczych. Owulacja jest u samic piaskogrzeba przylądkowego indukowana obecnością samca. Sama kopulacja składa się z szeregu krótkotrwałych zbliżeń.
Po okresie godowym układ rozrodczy przechodzi w stan spoczynku. U samic nie pojawia się już owulacja. U samców rozmiar jąder zmniejsza się, a produkcja plemników zostaje znacznie zredukowana lub wyłączona. Zmniejszeniu ulega wydzielanie hormonów sterydowych.
Ciąża trwa około 44 dni (lub 44–48 dni). Na świat przychodzi od 3 do maksimum 10 młodych (średnio około 6). Proporcja płci w miocie wynosi 2:1 na rzecz samców. W czasie ciąży masa ciała samicy wzrasta o około 39%. Młode po narodzeniu mają około 3–4 cm długości przy masie ciała 5-12 g. Rodzą się ślepe, nagie i są w pełni zależne od opieki matki. Sierść pojawia się po upływie tygodnia, a oczy otwierają się po 9 dniach od narodzin. Młode pierwsze stałe pokarmy spożywają w wieku około 17 dni. Wzrost masy ciała młodych w ciągu pierwszych 80 dni życia wynosi 1,23 g na dzień. Po około 35 dniach między rodzeństwem zaczynają się agresywne interakcje. Opieka matki kończy się po osiągnięciu przez nie wieku około 50 lub 60 dni. Wówczas młode opuszczają gniazdo. Do tego czasu masa ich ciała wzrasta wykładniczo. Dojrzałość płciową piaskogrzeby przylądkowe uzyskują po upływie 1,5 roku. Dożywają około 5 lat.

### Struktura społeczna
Rodzina Bathyergidae (kretoszczurowate) grupuje kilka gatunków o eusocjalnej formie społecznej: golec piaskowy (Heterocephalus glaber), ziemioryjka hotentocka (Cryptomys hottentotus), czy zęboszczur kolonijny (Fukomys damarensis). Piaskogrzeb przylądkowy wiedzie jednak silnie terytorialne i samotnicze życie. Jest agresywny w stosunku do swoich krewnych.

## Rozmieszczenie geograficzne
Piaskogrzeb przylądkowy występuje w Afryce Południowej. Główna populacja zajmuje tereny na Półwyspie Przylądkowym w Prowincji Przylądkowej Zachodniej po Kapsztad i Port Elizabeth na wschodzie (w Prowincji Przylądkowej Wschodniej) oraz po Citrusdal i Niewoudtville na północy. Izolowane populacje występują w okolicy miast: Belfast (eMakhazeni), Ermelo i Wakkerstroom w prowincji Mpumalanga, a także w prowincji KwaZulu-Natal, na terenach przy granicy z Lesotho.

## Kopalne ślady występowania gatunku
Najstarsze kopane ślady zwierząt przypominających współczesne Georychus zostały odkryte w Południowej Afryce na stanowisku archeologicznym Swartkrans, zlokalizowanym na zachód od Sterkfontein w prowincji Gauteng niedaleko miasta Krugersdorp. Paleontolodzy ocenili wiek skamielin na plejstocen. Kopalne ślady piaskogrzebów przylądkowych datowane na środkowy plejstocen odkryto także w Elandsfontein w Prowincji Przylądkowej Zachodniej.

## Ekologia
Piaskogrzeb przylądkowy jest roślinożercą. Żywi się korzeniami bulwiastymi, bulwami, kłączami i cebulkami, w niewielkim zakresie trawami, kwiatami terofitów lub innymi nadziemnymi częściami roślin. Pokarmy zdobywa na powierzchni, znosi do nory i tam je spożywa, ale większe cebulki lub bulwy, których transport byłby uciążliwy lub niemożliwy, zjada na powierzchni.
W skład menu wchodzą głównie geofity: hiacyntowate – Albuca i Lachenalia oraz śniedek – kosaćcowate – Homeria, Micranthus i Romulea – oraz szczawikowate. Piaskogrzeb przylądkowy gromadzi zapasy pokarmu. Potrafi zmagazynować nawet około 5000 elementów pożywienia, które wykorzystuje w okresach wychowywania młodych przez samicę oraz w porach, kiedy zdobycie pokarmu jest utrudnione. Część spożywanych geofitów zawiera glikozydy nasercowe, ale dla piaskogrzebów przylądkowych nie są one toksyczne.
Piaskogrzeb przylądkowy pada ofiarą wielu wrogów. Pod ziemią poluje na niego kobra przylądkowa, która wdziera się do tuneli. Węże Pseudaspis cana z rodziny połozowatych czekają na piaskogrzeby przylądkowe na powierzchni, gdy podczas budowy tuneli, spulchniania gruntu i wyrzucania ziemi z kopców stają się łatwym celem. Na powierzchni czyhają na nie także sowy, czapla siwa, mangusta egipska (Herpestes ichneumon) i Galerella pulverulenta oraz szakal czaprakowy.
Na piaskogrzebach przylądkowych pasożytują tasiemce Echinococcous, nicienie Trichurus, roztocza (Haemolaelaps capensis, H. cryptomius, H. lawrencei, Listrophoroides zumpti i kleszcze Ixodes alluaudi) oraz pchły. Piaskogrzeb przylądkowy żyjące na wolności mogą być nosicielami dżumy.
Piaskogrzeb przylądkowy uznawany jest za szkodnika – wyrządza szkody w uprawach.

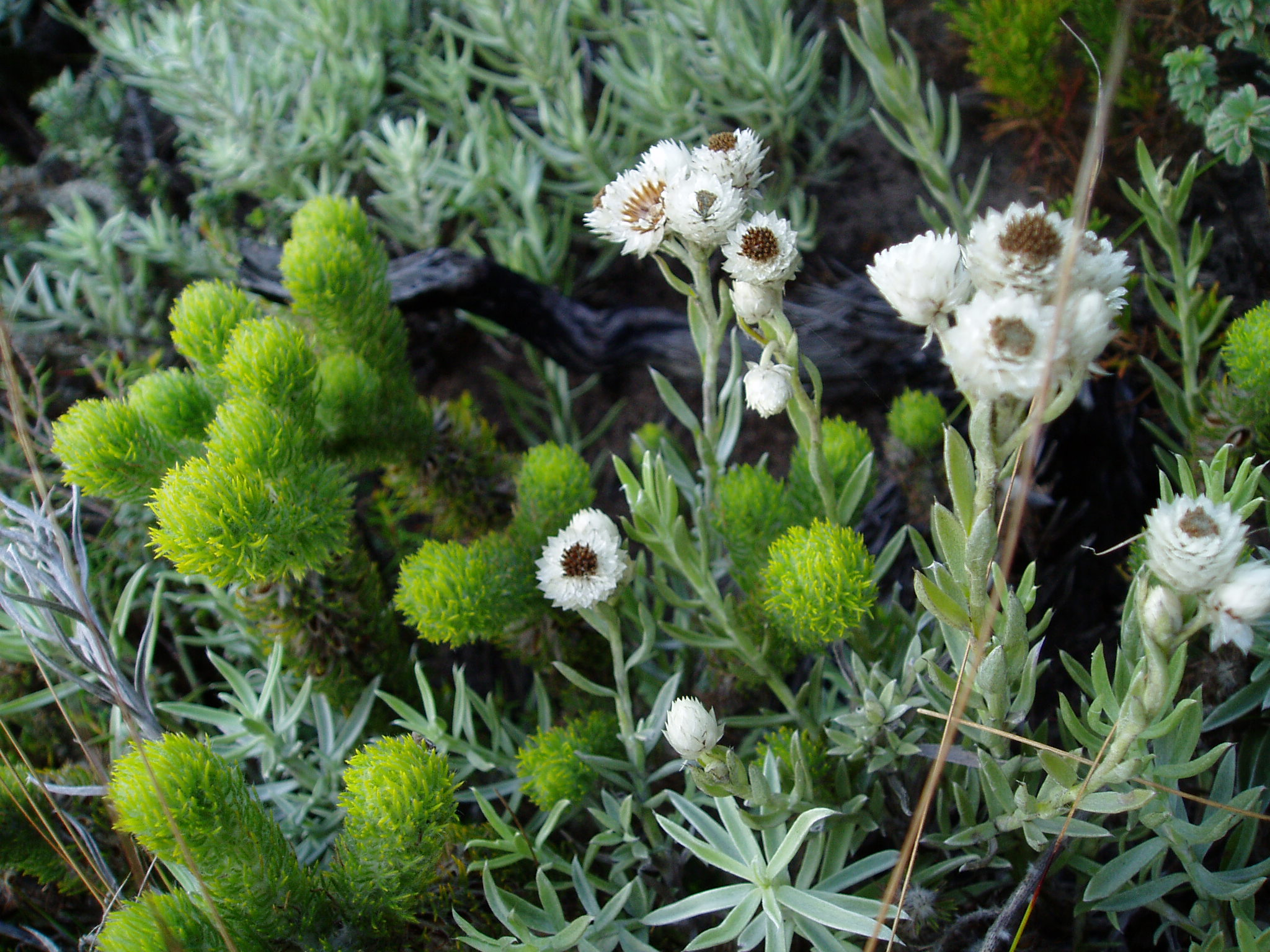
Roślinność fynbosu

### Siedlisko
Piaskogrzeb przylądkowy zamieszkuje sawanny, formacje fynbos, nadmorskie i górskie tereny zalesione w pasach nadbrzeżnych Prowincji Przylądkowej Zachodniej i Prowincji Przylądkowej Wschodniej Republiki Południowej Afryki, charakteryzujące się umiarkowaną temperaturą (25 °C), ze średnią roczną opadów 500–800 mm, o glebach gliniastych, piaszczystych lub osadowych. Nie zamieszkuje wydm czy piaszczystych plaż, ale chętnie zasiedla aluwia.
Piaskogrzeby przylądkowe spędzają całe życie pod ziemią, niemal w całkowitej izolacji od świata zewnętrznego. Przedstawiciele rodziny kretoszczurowatych z zasady nie opuszczają swoich nor, jednak G. capensis sporadycznie może wyjść na powierzchnię na czas żerowania lub w poszukiwaniu nowego siedliska. Piaskogrzeby przylądkowe tworzą pod ziemią rozbudowany system tuneli, który może osiągać długość 50–130 m. Prace budowlane są zazwyczaj prowadzone po opadach, gdy gleba staje się łatwiejsza do kopania. Do drążenia gleby piaskogrzebowi przylądkowemu służą silne, wystające siekacze. Natomiast zarówno przednie, jak i tylne łapy służą jedynie do przesuwania urobku za siebie. Podczas kopania tuneli piaskogrzeb przylądkowy spulchnia miejscowo ziemię i podnosi powierzchnię terenu o wymiar równy średnicy tunelu, tj. około 10 cm. W systemie budowli mieści się wyposażona w wiele wejść komora gniazdowa oraz zlokalizowana w jej pobliżu spiżarnia. Komora pełniąca funkcję ubikacji jest zwykle wybudowana w oddaleniu od gniazda i wiedzie do niej pojedyncze wejście. W spiżarni piaskogrzeb przylądkowy gromadzi zapasy – głównie geofity zebrane w fazie kiełkowania. Ze względu na rozległość budowli system nor jest całkowicie niezależny od warunków na powierzchni. W norze jest mało tlenu. Panuje tam wysoka wilgotność i umiarkowana temperatura (około 12 °C w zimie i 26 °C w lecie). Na powierzchnię piaskogrzeby przylądkowe wychodzą po zmroku. W skalistych terenach górskich piaskogrzeby przylądkowe częściej opuszczają nory niż na nizinach.

## Hodowla

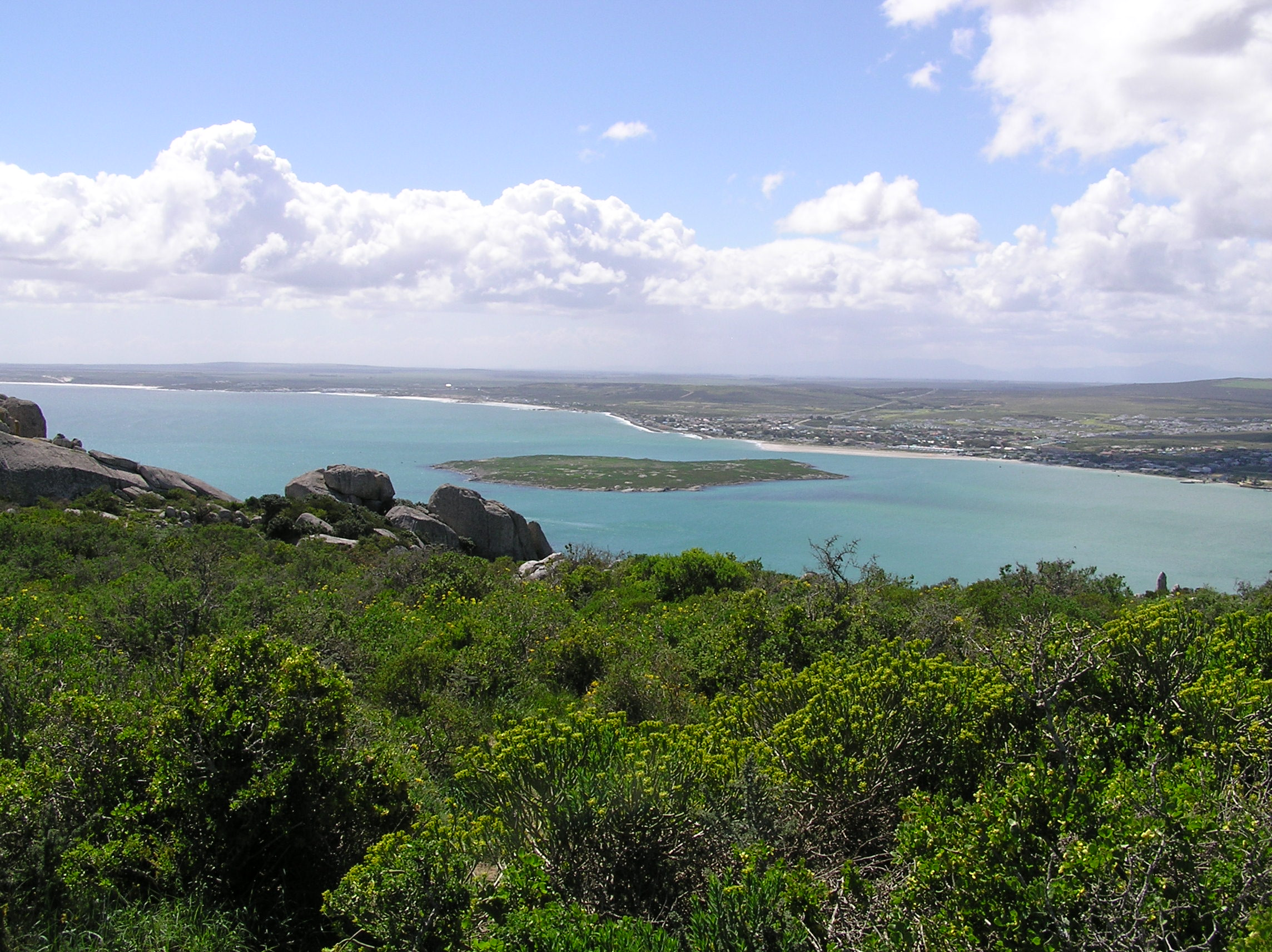
Park Narodowy West Coast – laguna Langeban

Hodowla piaskogrzebów przylądkowych jest możliwa. Temperatura otoczenia powinna wynosić 25–27 °C przy wilgotności względnej rzędu 50–60% i zapewnieniu oświetlenia czerwonym światłem. Ze względu na samotniczy tryb życia gryzonie te powinny być hodowane pojedynczo, z systemem tuneli zawierającym części pełniące funkcje spiżarni i ubikacji. Podczas sprzątania nie powinno się całkowicie likwidować zapachu ubikacji. Do budowy gniazda można użyć ręczników papierowych, pożywienie stanowią marchew, jabłka, kukurydza i słodkie ziemniaki. Pokarm powinien być podawany codziennie, by nie tracił wilgotności. Piaskogrzebowi przylądkowemu nie należy podawać wody – podobnie jak na wolności winien ją pobierać z wilgotnego pokarmu.

## Zagrożenia i ochrona
Piaskogrzeb przylądkowy jest wymieniany w Czerwonej księdze gatunków zagrożonych jako gatunek najmniejszej troski, jednak populacja w prowincji KwaZulu-Natal oznaczana jest jako krytycznie zagrożona (CR). G. capensis jest chroniony w kilku południowoafrykańskich rezerwatach przyrody. Na wybrzeżu  Oceanu Atlantyckiego w Prowincji Przylądkowej Zachodniej piaskogrzeby przylądkowe zamieszkują na terenie Parku Narodowego West Coast. Obszary chronione zlokalizowane są także w okolicy Kamiesberg i Mgeni.